# Empas
Empas（エムパス、엠파스）は、韓国のポピュラーな検索エンジン/ポータルサイト。Jisik Baljeonso（知識発電所）により1998年に設立され、2004年にEmpasに改称した。Empasはe-mediaとcompassの造語である。2006年 10月 19日、SK Communicationsに引き受けられ子会社になった。